# Будславская икона Божией Матери
Будславская Икона Божией Матери — один из наиболее почитаемых католиками Беларуси образов Богородицы. Имеет титул Покровительницы Беларуси. Находится в базилике Вознесения Пресвятой Девы Марии в деревне Будслав Мядельского р-на Минской обл., которая имеет статус Национального санктуария.

## История
Согласно церковной истории, этот образ был подарен в 1598 году папой римским Климентом VIII минскому воеводе Яну Пацу по случаю его перехода из кальвинизма в католичество. После смерти Паца образ перешёл капеллану Исаку Солакаю, который в 1613 году подарил его Будславскому монастырю бернардинцев. Образ прославился чудесами излечения, которые были описаны настоятелем Элевтерием Зелеевичем в книге «Зодиак на земле» (1650).
В годы войны России с Речью Посполитой 1654—1667 гг. образ был вывезен в местечко Сокулка под Белосток. Бернардинцы литовской провинции всячески пропагандировали культ иконы, а с начала XIX века печатали его на гравюре. После ликвидации монастыря в 1859 году популярность иконы уменьшается. И лишь с начала 1990-х годов возрождается её культ, организуются паломничества, приуроченные ко 2 июля — дню коронации иконы. 2 июля 1996 года папский нунций архиепископ Д. Грушевский огласил папское послание, в котором Матерь Божья Будславская названа хранительницей Минско-Могилёвского архидиоцеза.
Была коронована папскими коронами в 1998 году кардиналом Казимиром Свёнтеком.

## Образ

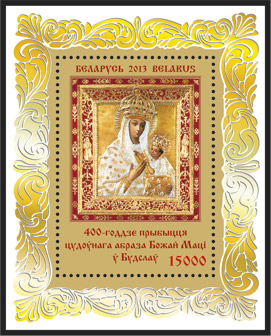
Почтовый блок №96 с маркой №963 Республики Беларусь.
400-летие прибытия чудотворной иконы Божьей Матери в Будслав

Икона принадлежит к западному типу Одигитрии, трактованная свободно, в духе итальянского Ренессанса. Образ написан маслом. Полотно имеет размеры 72х65 см, натянуто на доску.
На иконе серебряный оклад, украшенный свободно разбросанными цветами, и корона с драгоценными камнями. Икона заключена в серебряную раму с орнаментом в стиле позднего Ренессанса, в орнамент вписаны фигуры св. Казимира и, возможно, св. Ядвиги. Данные украшения относятся к шедеврам ювелирного искусства в Белоруссии.
Образ реставрирован в 1991—1992 гг. В. Лукашевичем.